# Maticové řízení

Maticová organizace

Maticové řízení (angl. Matrix management, zkratka MM) je organizační struktura, ve které jsou někteří zaměstnanci podřízeni více než jednomu nadřízenému nebo vedoucímu – vztahy se označují jako podřízenost po pevné nebo přerušované linii. V širším slova smyslu lze tímto pojmem označit také řízení multifunkčních, mezioborových skupin a dalších pracovních modelů, které nezachovávají přísné vertikální obchodní jednotky nebo sila seskupená podle funkcí a zeměpisných oblastí.
Maticové řízení, vyvinuté v 50. letech 20. století v americkém letectví, se rozšířilo v 70. letech 20. století.

## Přehled
Existují různé typy maticového řízení, včetně silného, slabého a vyváženého, a existují hybridy mezi funkčním seskupením a divizní nebo produktovou strukturou.
Například díky tomu, že v inženýrské skupině pracují zaměstnanci, kteří mají marketingové dovednosti a jsou podřízeni jak inženýrské, tak marketingové hierarchii, vytvořila inženýrsky orientovaná společnost „mnoho převratných počítačových systémů“, což je příklad maticového řízení napříč funkcemi a není to totéž, jako když v 80. letech 20. století oddělení získalo osobní počítače a najalo na ně programátory.
Tito zaměstnanci, často vedoucí pracovníci, jsou součástí týmu projektového manažera zaměřeného na produkt, ale zároveň jsou podřízeni jinému šéfovi ve funkčním oddělení. Vedoucí zaměstnanec, který dříve pracoval v reklamní agentuře a navrhoval reklamy pro počítače, může být nyní součástí marketingového oddělení počítačové společnosti, ale spolupracovat s inženýrskou skupinou. Tomuto postupu se často říká cross-functional matrix management.[zdroj?]
Společnosti, které mají více obchodních jednotek a mezinárodní operace, mohou při bližším zkoumání uplatňovat maticové struktury různými způsoby.
Dokonce i organizace založené na funkčním uspořádání mohou toto uspořádání použít pro omezené projekty.

## V praxi
Příklady použití maticového řízení:
- Zakladatel společnosti Digital Equipment Corporation Ken Olsen stál u zrodu a popularizace Matrix managementu.[9][10][11]
- ABB, která vznikla fúzí v roce 1988 a po níž následoval „ambiciózní akviziční program“. Vycházel z podnikové struktury, podle níž byly „místní provozy organizovány v rámci dvourozměrné matice“.[12]

Pokud jde o to, proč tento termín není veřejně a formálně spojován s velkým počtem korporací, kniha z roku 2007 o tom, jak „maticový management udělal velký rozruch v 70. letech“, říká, že „většinou ... společnosti, které používají maticové struktury, mají tendenci o tom mlčet“.

### Zmenšení rozsahu
Dvě desetiletí poté, co se společnost Digital Equipment Corporation stala průkopníkem v oblasti maticového řízení, od něj ustoupila s tím, že je zdrojem „vyčerpání energie a efektivity úsilí při vývoji produktů“.
V dřívějších letech, kdy to fungovalo, New York Times chválil „budování konsensu, které možná kdysi pomohlo společnosti Digital stát se druhým největším výrobcem počítačů v zemi“ (po IBM). Tentýž článek upozornil na zrušení 20 000 pracovních míst a na to, že to, co fungovalo na trhu s osobními počítači, nefungovalo tak dobře u větších systémů, jako byl DEC Alpha.
To však nic nemění na tom, co stejný autor napsal o týden dříve: „Podpořilo to vnitřní konkurenci a vyústilo v mnoho přelomových počítačových systémů, jako jsou řady PDP a VAX.“

#### Matrix Management 2.0
V roce 2004, přestože se maticové řízení stalo neoblíbeným, se společnost Nokia pokusila použít jeho formu, později popsanou jako „maticové řízení 2.0“, která má být zaměřena na „vedení bez autority“, takže „žádný funkční vedoucí není ve vedení.“

## Přehled akademických poznatků

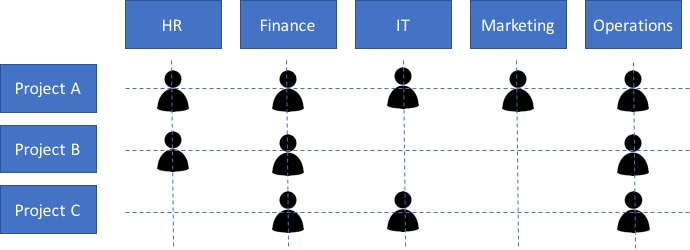
Schéma maticového řízení

- Christopher A. Bartlett a Sumantra Ghoshal v článku o maticovém řízení v Harvard Business Review[16] citují slova liniového manažera: „Výzvou není ani tak vybudování maticové struktury, jako spíše vytvoření maticové struktury v myslích našich manažerů“.
- V knize „Designing Matrix Organizations That Actually Work [Navrhování skutečně fungujících maticových organizací]“ Jay R. Galbraith[17] říká: „Organizační struktury neselhávají, ale management selhává při jejich úspěšné implementaci.“ Tvrdí, že při úspěšné implementaci maticového systému je třeba sladit strategii, strukturu, procesy, odměny a lidi.
- V knize „Making the Matrix Work: How Matrix Managers Engage People and Cut through Complexity [Fungování matrixu: Jak matrixoví manažeři zapojují lidi a překonávají složitosti]“ Kevan Hall[18] identifikuje řadu specifických problémů maticového řízení v prostředí, kde se odpovědnost bez kontroly a vliv bez autority stávají normou:
  - Kontext – ujistěte se, že lidé chápou důvody, které stojí za maticí
  - Spolupráce – zlepšete spolupráci napříč jednotlivými odděleními, ale vyhněte se byrokracii a zapojení příliš mnoha lidí
  - Kontrola – vyhněte se centralizaci, budujte důvěru, posilujte postavení lidí
  - Společenství – zaměřte se na „měkkou strukturu“ sítí, komunit, týmů a skupin